# Gallerkrigen

Caesars fälttåg i Gallien.

Gallerkrigen kallas de krig som Julius Caesar förde under åren 58 till 51 f.Kr. i Gallien i dagens Frankrike, mot gallerna, inhemska keltiska stammar. Genom krigen införlivades Gallien i Romarriket som provinsen Gallia Transalpina (ungefär "Gallien bortom Alperna") och under de följande åren smälte gallisk och romersk kultur samman och lade grunden till de länder som skulle bli Frankrike, Belgien, Tyskland och Schweiz. 
Under krigen författade Caesar sitt berömda verk som behandlade händelserna, De Bello Gallico, vilket utgörs av sju böcker, en för varje krigsår.

## Krigens förlopp
Caesar inledde striderna i Gallien i början av 58 f.Kr. mot helvetierna, en gallisk stam från det som i dag är Schweiz, som inledde en folkvandring västerut. Caesars seger vid Bibracte året därpå fick helvetierna att återvända hem.
Caesar lät sina legioner stanna kvar i Gallien och under de kommande åren besegrade han den ena efter den andra av dess stammar varav de belgiska gjorde det envisaste motståndet. Han genomförde dessutom två fälttåg i Britannia (nuvarande England). Caesar korsade även Rhen ett par gånger för att anfalla de germanska stammarna.
I slutet av 53 f.Kr. hade Caesar kontroll över hela Gallien, men den romerska ockupationen ledde till brett motstånd och nästan alla galliska stammar gjorde uppror under ledning av en gallisk hövding vid namn Vercingetorix. Trots dennes ansträngningar misslyckades upproret och han blev fängslad efter slaget vid Alesia 52 f.Kr. och senare avrättad. Efter gallernas stora förluster vid Alesia klarade de inte av att fortsätta sin kamp mot Caesar och romarna kontrollerade snart åter hela Gallien. 

## Gallerkrigen i populärkulturen
Gallerkrigen utgör en viktig del i bakgrundshistorien för den tecknade serien Asterix, då hövdingen Majestix i huvudpersonernas by (där man fortsätter kampen mot romarna) var krigare i Vercingetorix armé.
Krigsspelet Caesar at Alesia från 1976 behandlar slaget vid Alesia.